# Tomáš Soušek
Tomáš Soušek (29. března 1902, Olšany u Prostějova – 14. února 1999, Uničov) byl český právník, historik, archivář a vlastivědný pracovník.

## Biografie
Tomáš Soušek se narodil 29. března 1902 v Olšanech na Prostějovsku. V šesti letech zde začal chodit do školy a hned od počátku patřil mezi nejlepší žáky. Roku 1914 zahájil studium na arcibiskupském gymnáziu v Kroměříži a v šestém ročníku pak přestoupil do Prostějova na jedno z posledních klasických gymnázií, kde se ještě vyučovala řečtina. Maturitní zkoušku složil 7. června 1922 a v říjnu se dal zapsat ke studiu práv na brněnské univerzitě; i zde platil za výborného studenta. Doktorem práv byl promován 14. prosince 1926.
Jako čerstvý právník nastoupil službu u finanční správy. Po absolvování vojenské služby několik měsíců pracoval na zemském finančním ředitelství v Brně. Poté využil nabídky ostravské advokátní kanceláře JUDr. Bohumíra Šavrdy a počátkem roku 1931 se stal advokátním koncipientem. V té době se také poprvé zapojil do veřejného života – působil jako jednatel ostravské sokolské župy a byl též funkcionářem klubu českých turistů.
Po složení advokátních zkoušek JUDr. Soušek přesídlil do Uničova a 3. ledna 1936 se dal zapsat do seznamu advokátů Moravské advokátní komory. Česká menšina ve většinově národnostně německém městě si nového právníka velmi považovala: byl zvolen do správního výboru Okresní péče o mládež, místní organizace Sokola si jej zvolila za svého starostu (posledního před přičleněním města k Velkoněmecké říši), byl funkcionářem Národní jednoty a Klubu českých turistů. V září roku 1937 se jako pětatřicetiletý oženil.
V souvislosti s mnichovskými událostmi byl JUDr. Soušek mobilizován a vojenskou službu pak konal v Dolnom Kubíne a Kraľovanech. Když byl Uničov 9. října 1938 obsazen německým vojskem, dostal JUDr. Soušek dovolenou a chtěl se do města vrátit, v čemž mu však zabránily nově vytvořené hranice. Jeho manželka se mezitím přestěhovala k příbuzným do Olomouce. Vybavení advokátní kanceláře Němci zabavili a odstěhovali do úřadovny SA v tzv. hnědém domě (jednalo se o Národní dům, dosavadní společenské centrum české menšiny ve městě). JUDr. Soušek se tedy znovu vrátil ke svému oddílu na Slovensko, kde setrval až do své demobilizace 11. listopadu 1938.
Po návratu na Moravu si otevřel advokátní kancelář v Prostějově společně se dvěma dalšími kolegy z pohraničí. Po okupaci zbytku republiky jen o málo unikl pracovnímu nasazení. V letech druhé světové války se manželům Souškovým narodily dvě dcery.
Bezprostředně po osvobození se JUDr. Soušek vrátil zpět do Uničova; jeho rodina přijela později, až se poměry ve městě uklidnily. Stal se tajemníkem místního revolučního národního výboru a posléze předsedou místní správní komise. Kromě toho byl pověřen prozatímní správou uničovského cukrovaru. Jako prozatímní správce byl v kontaktu s ministerstvem výživy, které mu v listopadu 1945 nabídlo trvalý pracovní poměr. Po řadě měsíců tak JUDr. Soušek získal placené místo, předchozí funkce totiž vykonával bez nároku na odměnu.
Rodina JUDr. Souška v té době bydlela v nedaleké obci Lazce. Jemu samotnému se v Praze nepodařilo sehnat byt, a tak musel do práce dojíždět. Po čase se přidaly i zdravotní obtíže a v roce 1951 JUDr. Soušek z ministerstva odešel. Nové zaměstnání získal v tehdy vznikajících Uničovských strojírnách, kde pracoval až do roku 1975.
Po celé poválečné období se JUDr. Soušek velmi intenzivně věnoval veřejné činnosti. Roku 1955 založil při závodním klubu Uničovských strojíren vlastivědný kroužek, který pro své členy pořádal besedy s cestovateli, zájezdy, exkurze a další aktivity. V roce 1959 si jako vedlejší zaměstnání přibral správu městského archivu. Při jeho pořádání se důkladně obeznámil s jeho obsahem a své znalosti zúročil v množství historiografických článků a publikací. Své práce uveřejňoval v řadě periodik – v Uničovském kováku a Kulturním zpravodaji města Uničova, ale také ve sborníku Severní Morava, Vlastivědném věstníku moravském, Zprávách Krajského muzea v Olomouci i jinde. V roce 1970 vydal vysokoškolské skriptum Místopis Uničovska 1848–1960. V osmdesátých letech dvakrát vyšla jeho publikace Uničov – malé dějiny města, která byla téměř dvacet let jediným poválečným shrnutím místní historie.
Jeho historiografický zájem jej přivedl také ke psaní městské kroniky. Kronikářem se stal v roce 1958 a uničovskou kroniku vedl 21 let. Roku 1979 byla jeho kronika oceněna jako nejlepší v olomouckém okrese. Mimoto po deset let psal i kroniku Uničovských strojíren.
Stěžejní historiografické texty Tomáše Souška byly souborně vydány v knize Uničov v článcích historika a kronikáře Tomáše Souška.